# Georg Peter Petersen
Georg Peter Petersen (* 16. Februar 1771 in Meyn, Kreis Schleswig-Flensburg; † 31. Oktober 1846 in Neustadt in Holstein) war von 1811 bis 1830 Herausgeber der Zeitschrift Neue Schleswig-Holsteinische Provinzialberichte.
Petersen studierte Evangelische Theologie in Kiel. 1793 war er Hauslehrer bei dem Amtsverwalter von Reinfeld in Holstein, Matthiesen. 1797 bestand er das  Kandidatenexamen in Gottorf und wurde Kapitular bzw. ordinierter Praktikant in Grömitz. Von 1801 bis 1844 war er Pastor in Lensahn. 1830 war er in zweiter Ehe mit A.G.A. Meyer verheiratet. 1844 emeritiert, zog er nach Neustadt/Holstein um, wo er 1846 starb.
Neben der Herausgabe der Zeitschrift verfasste er eine Reihe weiterer Schriften, wie 1799 „Nützliche Unterrichtstafeln für Schullehrer auf dem Lande“, 1800 „Der Tod in seiner freundlichsten und schrecklichsten Art“, 1812 „Der Bau des Tabaks und seine Fabrikation“ oder 1819 die „Chronik der Reformationsfeyer 1817 in den dänischen Staaten“ in vier Heften. Ferner erschienen von ihm 1825 „Erinnerungen aus dem Leben des königl. Justizraths Matthiesen“, 1825, der in der Zeit von Johann Friedrich Struensee erster Bürgermeister in Kopenhagen war. 
Nachfolger als Herausgeber der Provinzialberichte war Pastor Hartwig Peters (1784–1842).